# Hôtel du Conseil d'État et des Juridictions suprêmes
L'hôtel du Conseil d'État et des Juridictions suprêmes ou annexe du palais de justice de Monaco est un bâtiment de la moitié du XIXe siècle situé à Monaco.

## Situation et accès
L'édifice est situé au no 12 de la rue Colonel-Bellando-de-Castro, au sud-ouest du quartier de Monaco-Ville, et plus largement au sud-est de la principauté de Monaco.

## Histoire
La construction de cet hôtel s'inscrit dans une période où l'administration entreprend de nombreuses constructions qui changent l'apparence de Monaco. En février 1863, l'hôtel destiné au Conseil d'État et aux commissions est terminé et le gouverneur-général s'y installe avec ses bureaux. Des travaux reprennent au printemps 1864 avec plus d'activité jusqu'à leur achèvement. Le Journal de Monaco décrit d'ailleurs le bâtiment à ses débuts : « en l'apercevant de la mer, avec sa terrasse garnie tout autour d'une élégante balustrade, on le prendrait pour une maison de plaisance ».
Le 4 avril 1864, le prince Charles III institue, par ordonnance souveraine, un bureau de bienfaisance. L'installation de ce bureau est ensuite effectuée le 1er juillet 1864 dans l'une des salles cet hôtel du Gouvernement, sous la présidence du gouverneur-général.

## Structure

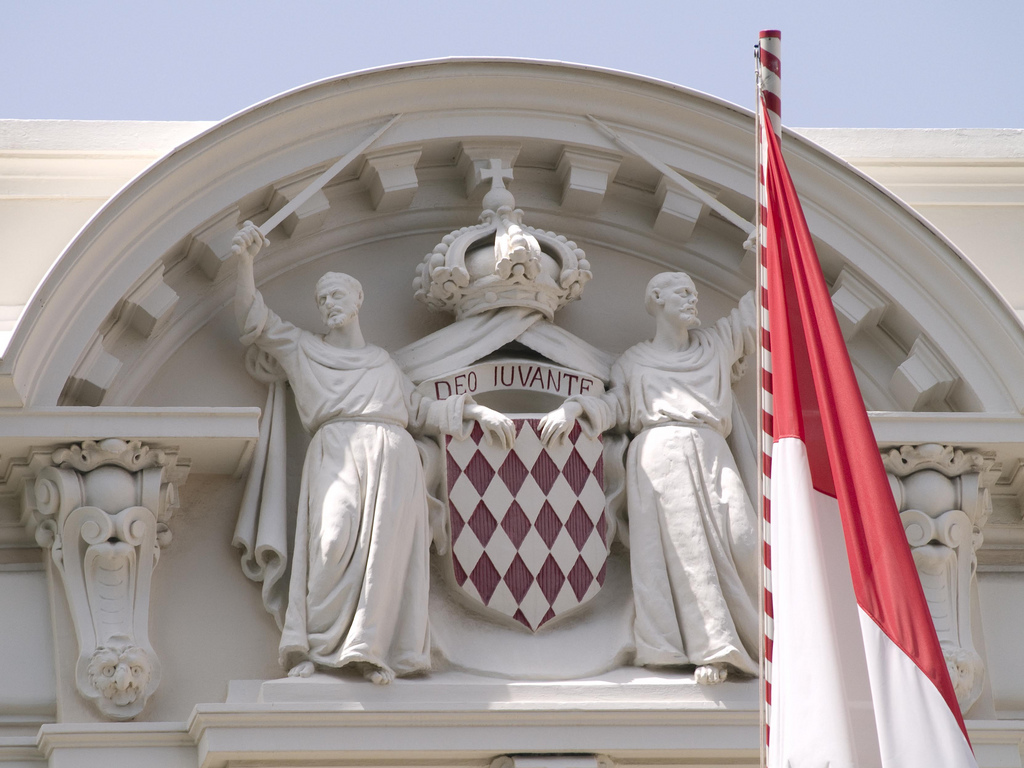
Haut-relief des armoiries inscrit dans le fronton circulaire au-dessus de l'entrée principale avec un drapeau de Monaco, en juin 2008.
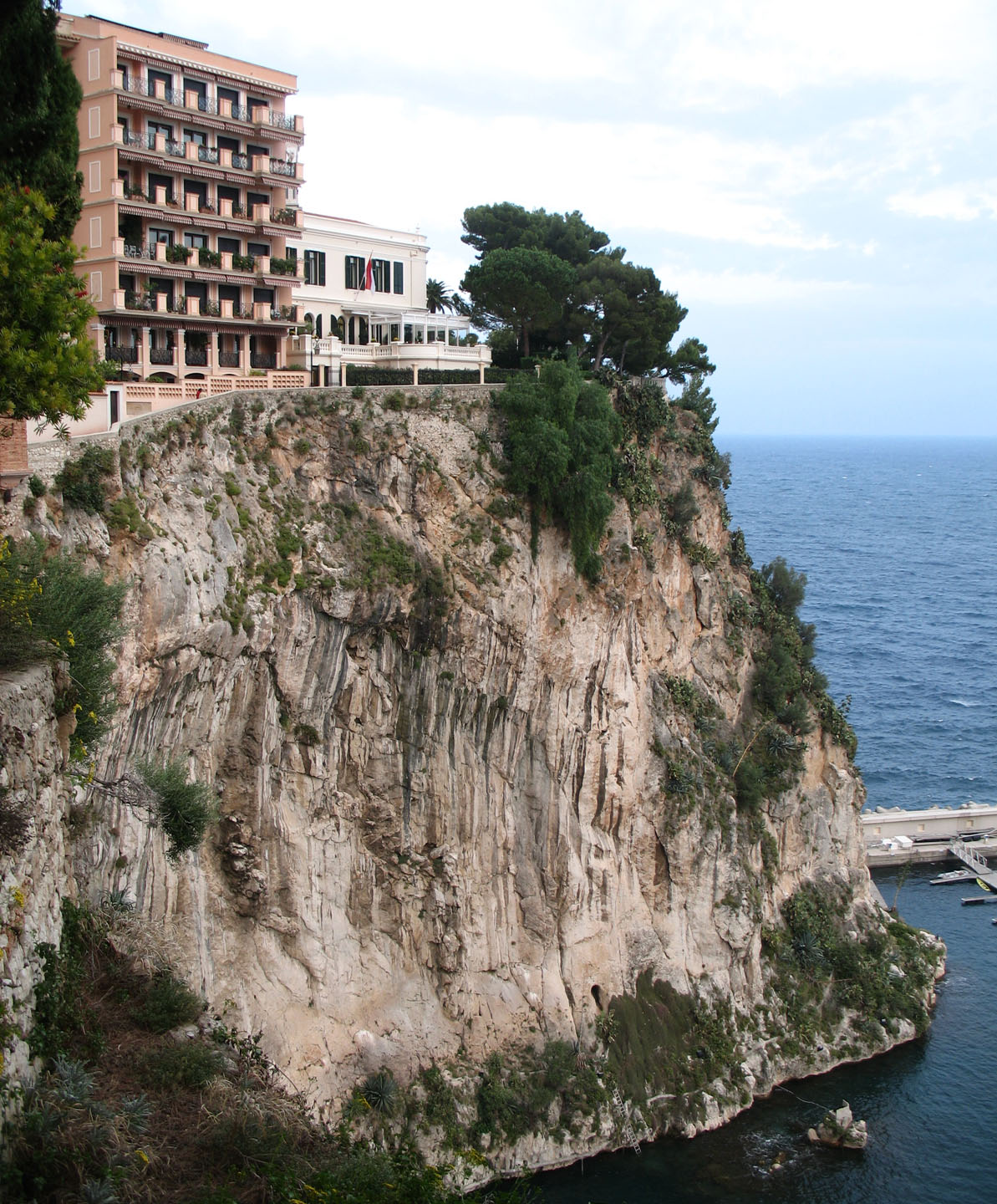
Partie de la terrasse attenante au bâtiment surplombant le Rocher, en octobre 2006.